# Velká železniční loupež
Velká vlaková loupež (v anglickém originále The Great Train Robbery) je westernový černobílý film, který většina prací o dějinách filmu považuje za první tohoto žánru, jenž se stal během několika málo let nejpopulárnější v americké kinematografii. Film natočila v listopadu 1903 společnost Edison. Byl to komerčně nejúspěšnější snímek z „předgriffithovské“ éry amerického filmu a stal se předlohou pro nepřeberné množství napodobenin.
V nejznámějším a nejzvláštnějším záběru z celého filmu jeden z lupičů střílí přímo do kamery. Zdá se, že někdy byl tento záběr používán na začátek filmu, někdy jako jeho konec. V každém případě vzbuzuje v divákovi pocit, že se stal přímo terčem střelby.
V pozdějších letech někteří kritici zpochybnili nárok Velké vlakové loupeže na to, aby byl považován za první western, neboť tvrdili, že buď nebyl první, nebo to není western. Je bezpochyby pravdou, že existují starší filmy s westernovým námětem, například Barová scéna v Criplle Creek Thomase Edisona, neměly však plně propracovanou zápletku jako film Porterův. Tvrzení, že jde o skutečný western nelze založit ani na autentickém místě natáčení, protože Velká vlaková loupež se točila v Delaware na železnici Lackawanna v New Jersey. Ve filmu ale figurují charakteristické prvky jako šestiranné revolvery, kovbojské klobouky a koně, které filmu dodávají westernovou atmosféru.

## Příběh
Vezmeme-li v úvahu vznik, je na filmu Edwina S. Portera výjimečná především vynikající úroveň vyprávěného příběhu. Děj se odehrává ve víc než deseti různých scénách, které na sebe navazují a postupně rozvíjejí zápletku. V úvodní scéně dva maskovaní lupiči přinutí telegrafistu odeslat falešnou zprávu, takže vlak neplánovaně zastaví. V následujícím záběru bandité nastoupí do vlaku. Lupiči vtrhnou do poštovního vozu a po bitce otevřou sejf. V následující scéně dva lupiči přemohou strojvůdce s topičem a jednoho z nich vyhodí z vlaku. Potom lupiči vlak zastaví a přepadnou cestující. Jeden z nich se dá na útěk a je zastřelen. Potom lupiči ujedou s lokomotivou a v následující scéně vidíme, jak nasedají na koně a odjíždějí. Mezitím telegrafista pošle zprávu o pomoc. Lupiči v saloonu nutí nově příchozího cizince tančit pod namířenou zbraní, ale jakmile sem dorazí zpráva, všichni popadnou pušku a utíkají ven. Následuje střih na lupiče pronásledované davem lidí. V přestřelce jsou lupiči zabiti.